# Liste der Naturdenkmale in Schallbach
| Naturdenkmale | Anzahl |
| ------------- | ------ |
| FND           | 1      |
| END           | 0      |
| Gesamt        | 1      |

Die Liste der Naturdenkmale in Schallbach nennt die verordneten Naturdenkmale (ND) der im baden-württembergischen Landkreis Lörrach liegenden Gemeinde Schallbach. In Schallbach gibt es insgesamt ein als Naturdenkmal geschütztes Objekt, es handelt sich um ein flächenhaftes Naturdenkmal (FND), es gibt kein Einzelgebilde-Naturdenkmal (END).
Stand: 1. November 2016.

## Flächenhafte Naturdenkmale (FND)
| Name                     | Bild | Kennung     | Einzelheiten | Position | Fläche Hektar | Datum        |
| ------------------------ | ---- | ----------- | --- | -------- | ------------- | ------------ |
| „Läufelberg“             |      | 83360750001 | Schallbach (44,1 %), Fischingen (39,7 %), Egringen (16,2 %) Markante Abbruchkanten die eine Schichtung aus Kalksteinen und Molassesanden zeigen. Biotop für wärmeliebende Pflanzen und seltene Insekten (insbesondere viele Wildbienenarten) | ⊙        | 1,5           | 1. Aug. 1982 |
| Legende für Naturdenkmal |      |             | |          |               |              |